# PX Index
PX Index — ключовий чеський фондовий індекс. Розраховується на Празькій фондовій біржі. До березня 2006 іменувався PX 50. В індекс включається 50 найбільших із капіталізації компаній. PX Index почав розраховуватись 5 квітня 1994 на рівні 1000,00 пунктів.

## Історія
Індекс почав розраховуватись 5 квітня 1994 на рівні 1000 пунктів. У тому ж році на хвилі ваучерної приватизації піднявся до 1245 пунктів, але вже до кінця року опустився до 557 пунктів.
У 1995 падіння продовжилося. 29 червня було досягнуто дна на рівні 387 пунктів. До кінця року індекс трохи додав і досяг рівня 426 пунктів.
Історичний мінімум було досягнуто індексом 8 жовтня 1998 на рівні 316 пунктів. Каталізатором послужила економічна криза в Росії.
У 1999 PX 50 переступив через позначку 500 пунктів. До 24 березня 2000 досягнуто чергового максимуму в 691 пункт після чого почався спад.
До 17 вересня 2001 практично повторено історичний мінімум — індекс опустився до 320 пунктів.
Після падіння почалася нова хвиля зростання: у 2002 пройдено кордон у 500 пунктів. 19 листопада 2004 пройдено кордон уже 1000 пунктів. Каталізатором зростання служив вступ Чехії до Європейського Союзу. 2005 був закінчений з результатом 1473 пункту.
20 березня 2006 індекс PX 50 був об'єднаний із індексом PX-D. Об'єднаний індекс отримав назву PX.
Максимум було досягнуто індексом 29 жовтня 2007 на рівні 1589 пунктів.

## Компоненти індексу
Станом на квітень 2017 в індекс входили такі компанії:
| Компанія          | галузь                        | Вага в індексі (%) |
| ----------------- | ----------------------------- | ------------------ |
| CETV              | медіабізнес                   | 1,95               |
| ČEZ               | енергетика                    | 19,13              |
| Erste Group       | банківська справа             | 20,56              |
| Fortuna           | гральний бізнес               | 0,77               |
| Kofola ČS         | напої                         | 0,63               |
| Komerční banka    | банківська справа             | 20,91              |
| Moneta Money Bank | банківська справа             | 10,12              |
| O2 CR             | телекомунікації               | 6,45               |
| Pegas Nonwovens   |                               | 2,76               |
| Philip Morris CR  | виробництво тютюнових виробів | 2,85               |
| Stock Spirits     |                               | 2,40               |
| Unipetrol         | нафтова промисловість         | 3,31               |
| VIG               | фінансові послуги             | 8,15               |